# The All-American Rejects (album)
Albums de The All-American Rejects
Same girl, New songs
(2001) Move Along
(2005)
Singles
1. Swing, Swing
Sortie : 2 décembre 2002
2. The Last Song
Sortie : 11 avril 2003
3. Time Stands Still
Sortie : 14 juillet 2003

The All-American Rejects est le premier album studio du groupe américain The All-American Rejects.
L'album avait précédemment été enregistré en 2001 par Tyson Ritter et Nick Wheeler et avait été édité par le label indépendant Doghouse le 15 octobre 2002. Le groupe a par la suite signé avec le label DreamWorks qui a décidé de rééditer l'album, qui a alors connu un succès commercial, l'album s'étant vendu en mars 2006 a plus d'un million d'exemplaires.

## Production et commercialisation
Le duo Tyson Ritter/Nick Wheeler enregistre cet album  à New York en 2001, après avoir été signé sur le label indépendant Doghouse. The All-American Rejects sort le 15 octobre 2002. Cet album attire l'attention de DreamWorks, qui signe le groupe et sort à nouveau l'album début 2003. L'album obtient un succès commercial, atteignant la certification or au Canada et platine aux États-Unis.
L'album sort en format CD et vinyle pressé en orange (édition limitée en rouge et bleu) ainsi qu'en cassette audio exclusivement sur le marché indonésien.

### Singles
Le premier single, "Swing, Swing", sort le 2 décembre 2002. Le duo est alors rejoint, plusieurs mois après l'enregistrement de l'album, par deux nouveaux membres, Mike Kennerty à la guitare rythmique et Chris Gaylor à la batterie.
Swing, Swing atteint la huitième place au Billboard Modern Rock Tracks aux États-Unis et à la treizième place au classement UK Singles, offrant au groupe une attention des deux côtés de l'Atlantique. 
Un second single, "The Last Song", sort le 21 avril 2003 et atteint la 29e place au Billboard Modern Rock Tracks et la 69e place au UK Singles Chart.
Un troisième et dernier single est issu de l'album, "Time Stands Still", sorti le 14 juillet 2003, mais celui-ci n'obtient pas de succès commercial.
Le morceau d'ouverture de l'album, "My Paper Heart", sort fin 2003 comme single promotionnel, accompagnant la sortie du DVD ''Live from Oklahoma... The Too Bad For Hell Tour!'' ainsi que le documentaire "Lost in Stillwater".

### Clips vidéo
Le clip vidéo du single Swing, Swing sort le 7 janvier 2003. Tourné en décembre 2002 à Los Angeles, la vidéo a été réalisée par Marcos Siega. On peut y noter une référence à l'un des groupes favoris du guitariste Nick Wheeler, Def Leppard, sur le T-shirt qu'offre le protagoniste principal à sa petite amie.
The Last Song se voit accompagné d'un clip un mois après sa sortie. Tourné en avril 2003 à Pasadena en Californie, en partie au Rose Bowl Stadium, le clip est dirigé par Charles Jensen.
Tourné par Meiert Avis en août 2003 à Los Angeles, le clip de Time Stands Still sort durant l'automne 2003.

## Liste des pistes
| The All-American Rejects | The All-American Rejects | The All-American Rejects | The All-American Rejects | The All-American Rejects | The All-American Rejects | The All-American Rejects | The All-American Rejects | The All-American Rejects | The All-American Rejects |
| No                       | Titre                    | Durée                    |                          |                          |                          |                          |                          |                          |                          |
| ------------------------ | ------------------------ | ------------------------ | ------------------------ | ------------------------ | ------------------------ | ------------------------ | ------------------------ | ------------------------ | ------------------------ |
| 1.                       | My Paper Heart           | 3:48                     |                          |                          |                          |                          |                          |                          |                          |
| 2.                       | Your Star                | 4:20                     |                          |                          |                          |                          |                          |                          |                          |
| 3.                       | Swing, Swing             | 3:53                     |                          |                          |                          |                          |                          |                          |                          |
| 4.                       | Time Stands Still        | 3:30                     |                          |                          |                          |                          |                          |                          |                          |
| 5.                       | One More Sad Song        | 3:03                     |                          |                          |                          |                          |                          |                          |                          |
| 6.                       | Why Worry                | 4:16                     |                          |                          |                          |                          |                          |                          |                          |
| 7.                       | Don't Leave Me           | 3:28                     |                          |                          |                          |                          |                          |                          |                          |
| 8.                       | Too Far Gone             | 4:05                     |                          |                          |                          |                          |                          |                          |                          |
| 9.                       | Drive Away               | 3:00                     |                          |                          |                          |                          |                          |                          |                          |
| 10.                      | Happy Endings            | 4:25                     |                          |                          |                          |                          |                          |                          |                          |
| 11.                      | The Last Song            | 5:00                     |                          |                          |                          |                          |                          |                          |                          |
| 42:54                    |                          |                          |                          |                          |                          |                          |                          |                          |                          |

- Bonus version britannique
  - The Cigarette Song (acoustique) - 3:39

## Crédits
| Groupe - Tyson Ritter – Chant, Basse - Nick Wheeler – Guitare, Guitare rythmique, Batterie, Clavier & Programmation Production - Produit et mixé par Tim O'Heir - Enregistré aux studios Mission Sound et Headgear Studio, à Brooklyn, New York - Masterisé par Emily Lazar au The Lodge, New York, New York - Management: Mosaic Media Group | Marketing - Booking: Jenna Adler chez CAA - Découvreur de talents: Michael Goldstone - Direction artistique: The All-American Rejects - Illustrations: Asterik Studio, Seattle - Photographie par Erin Thompson - Doghouse Records: Dirk Hemsath - Assistant Doghouse Records assistant: Laura Echler - Représentation légale: Richard J. Grabel chez Grubman, Indursky & Shindler, P.C. |

## Classements et certifications

### Classements
| Chart                            | Meilleure position |
| -------------------------------- | ------------------ |
| Billboard 200                    | 25                 |
| Billboard Top Heatseekers        | 8                  |
| Billboard Top Independent Albums | 9                  |
| UK Albums Chart                  | 50                 |
| Oricon                           | 86                 |

| Chanson           | Chart              | Meilleure position |
| ----------------- | ------------------ | ------------------ |
| Swing, Swing      | Billboard Hot 100  | 60                 |
| Swing, Swing      | Modern Rock Tracks | 8                  |
| Swing, Swing      | UK Singles Chart   | 13,                |
| The Last Song     | Billboard Hot 100  | -                  |
| The Last Song     | Modern Rock Tracks | 29                 |
| The Last Song     | UK Singles Chart   | 69,                |
| Time Stands Still | Billboard Hot 100  | -                  |
| Time Stands Still | Modern Rock Tracks | -                  |
| Time Stands Still | UK Singles Chart   | -                  |

### Certifications
| Pays       | Organisme | Certifications |
| ---------- | --------- | -------------- |
| Canada     | CRIA      | Or             |
| États-Unis | RIAA      | Platine        |

## Dates de sortie
| Country     | Date            | Format             |
| ----------- | --------------- | ------------------ |
| Australie   | 17 janvier 2003 | CD, téléchargement |
| États-Unis  | 4 février 2003  | CD, téléchargement |
| Royaume-Uni | 3 mars 2003     | CD, téléchargement |
| États-Unis  | 9 décembre 2008 | Vinyle             |